# Panda magazin
A Panda magazin a természetvédelem, állattartás, szabadidő témakörében megjelent kiadvány, amely 1989-1990 között az Ifjúsági Lap- és Könyvkiadó Vállalat gondozásában jelent meg. ISSN 0864-7836.
A tervezett megjelenési periódus a negyedéves volt, valójában azonban rendszertelenül adták ki. Főszerkesztője Udvari Gábor volt. Szerkesztőség: Budapest II., Mártírok útja (Margit körút) 24. címen működött. 